# Livssamhälle
Livssamhälle är inom ekologi de olika populationer av växter och djur och andra organismer som i naturen förekommer tillsammans i en biotop. 